# Годинникова вежа (Тирана)
Годинникова вежа Тирани (алб. Kulla e Sahatit) побудована в 1822 році в Тирані, Албанія, Етем Беєм Моллаєм, поетом Бейтеджи, який також закінчив мечеть Етем Бей поруч із годинниковою вежею. Це пам'ятка культури першої категорії, затверджена 24 травня 1948 року.
Сходи мають 90 сходинок по спіралі. Ця 35-метрова вежа була найвищою будівлею міста на той час. Після реставрації 2016 року вежу відвідали 9833 особи. Встановлення годинників здійснювали відомі виробники годинників Tufina. Вони опікувалися годинником від 1822 до 1973 року, коли їх силою відсторонив комуністичний режим.

## Історія

Вежа на гербу Тирани

Годинникову вежу побудували турки-османи в ісламському стилі та дзвоном із Венеції, який лунав щогодини. Ісмаїл Туфіна був першим годинникарем вежі в 1822 році. У 1916 році під час Першої світової війни годинник зазнав пошкоджень. В 1928 році встановили новий механізм з Німеччини за ціною 13 300 золотих франків. Його встановлення фінансували найзаможніші родини міста й муніципалітет Тирани. Годинникар Аріф Туфіна та його сини встановили новий механізм. Через те, що механізм був більший за вежу, вони побудували на вежі додаткові 5 метрів та новий дах.
Годинник був знищений бомбардуваннями під час Другої світової війни і замінений у 1946 р. на годинник церкви в Шкодері з римськими цифрами. У 1970 році «римський» годинник замінили китайським. Вежу реконструювали у 1981 й 1999 роках. Доступ до вершини вежі доступний безплатно з 1996 року. Муніципалітет Тирани в 2010 році й далі реставрує пам'ятку для туристів.

## Архітектура
Цоколь квадратний. Нижня частина була побудована товстими кам'яними стінами, що підтримували дерев'яні сходи на вершину вежі. Освітлення забезпечується вузькими вікнами. Верхня частина вежі демонструє модифікації, зроблені в 1928 році для розміщення механізмів годинника. Востаннє башту відреставровано 2016 року коштом муніципалітету.

## Галерея

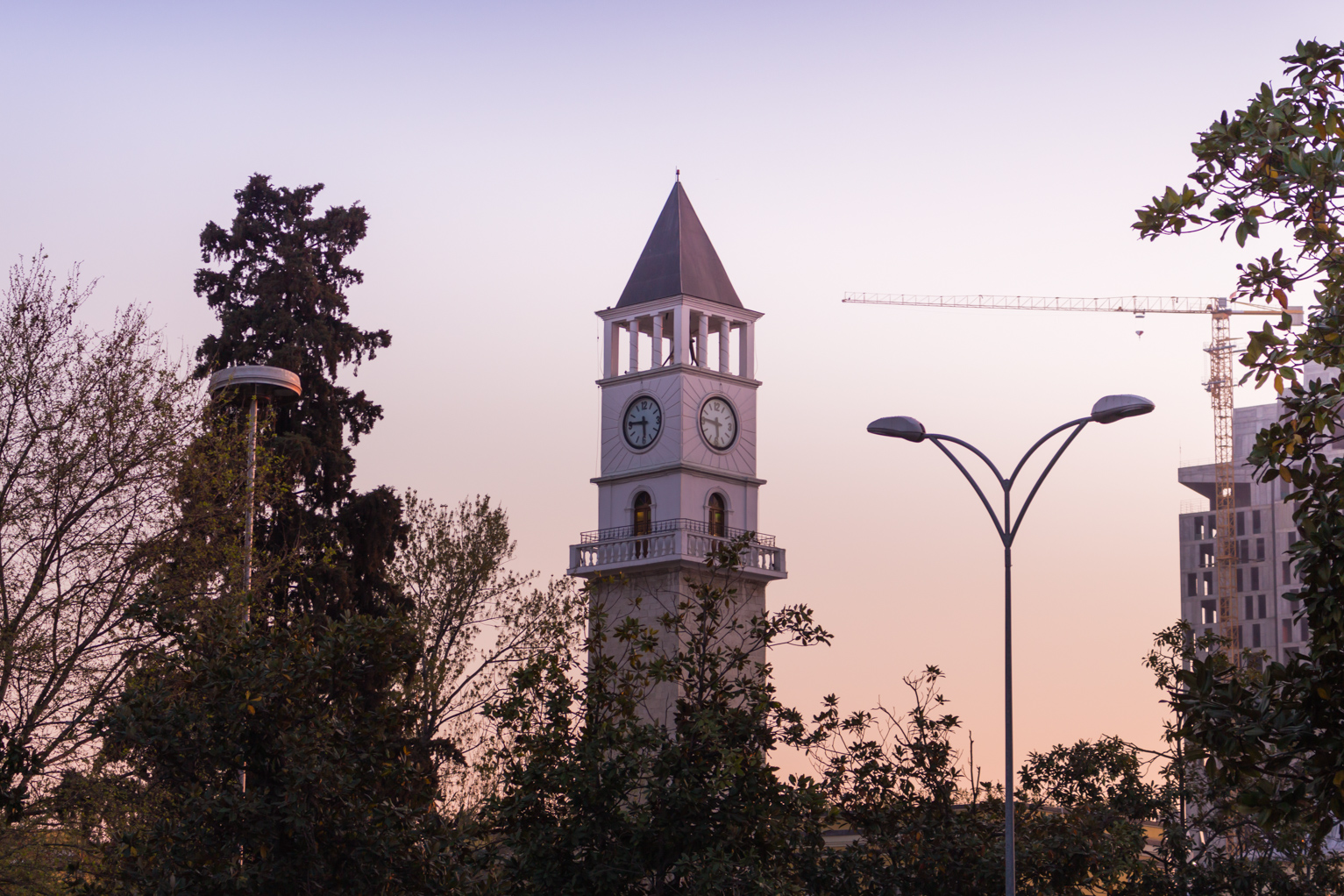
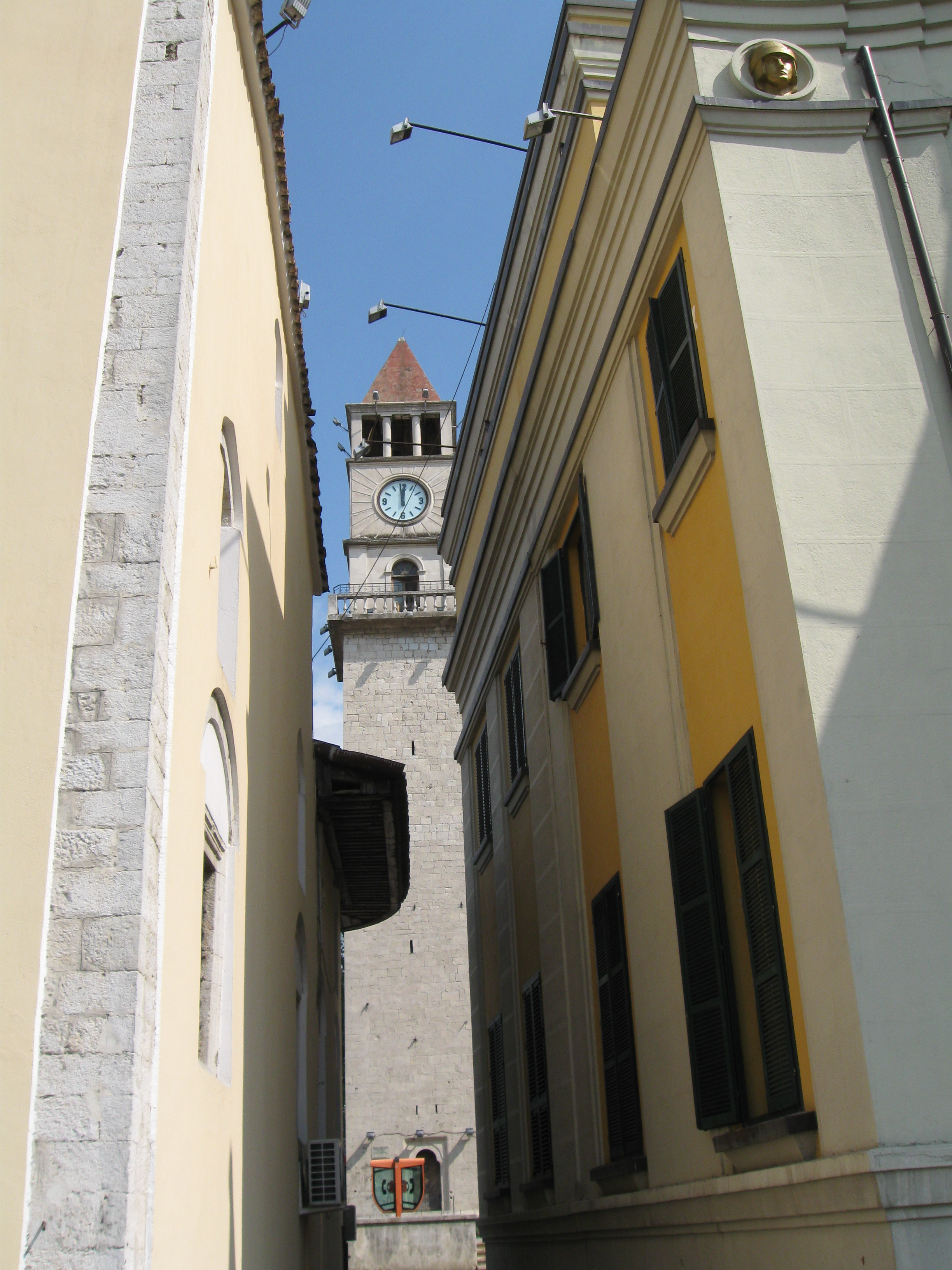
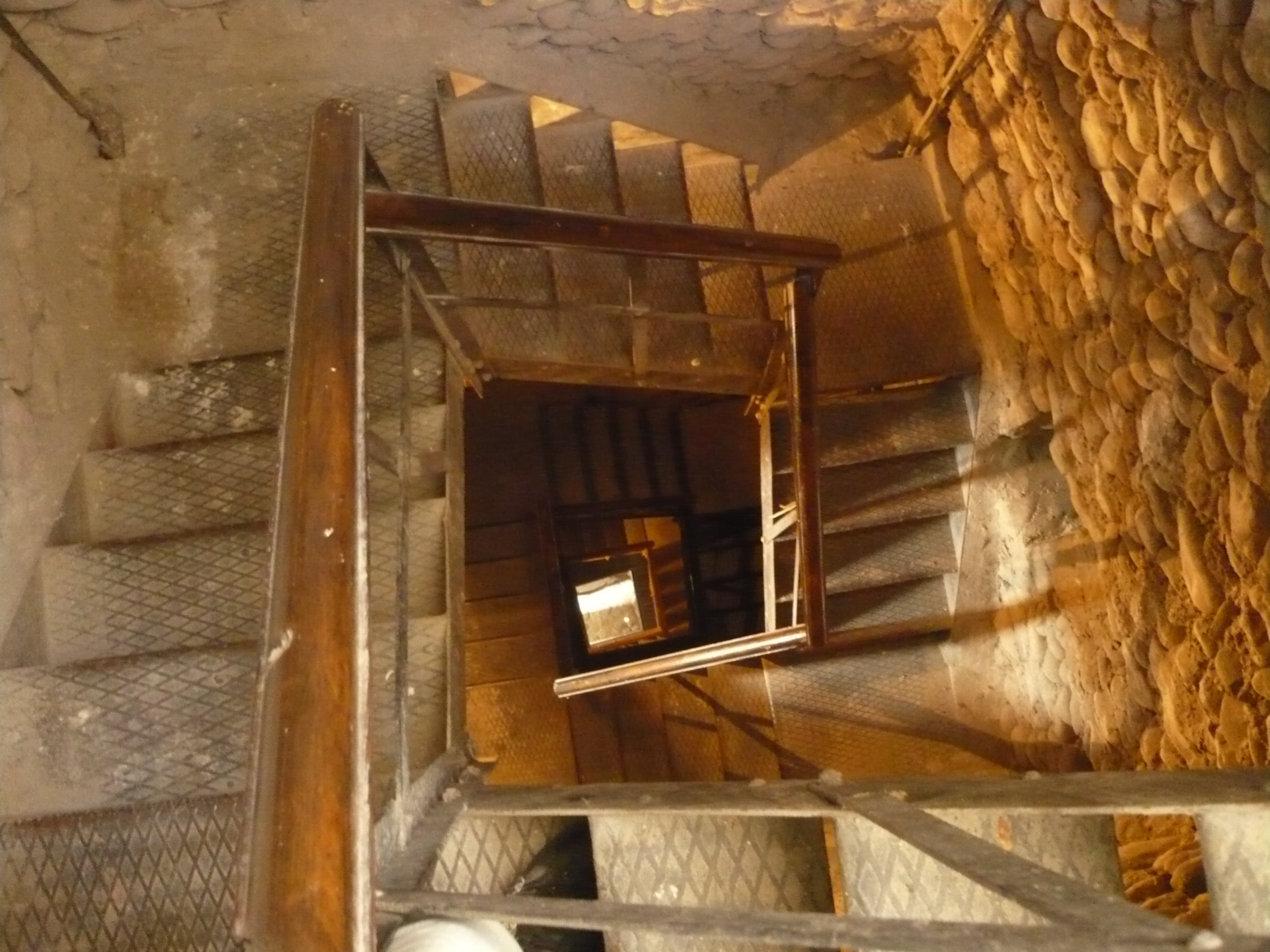
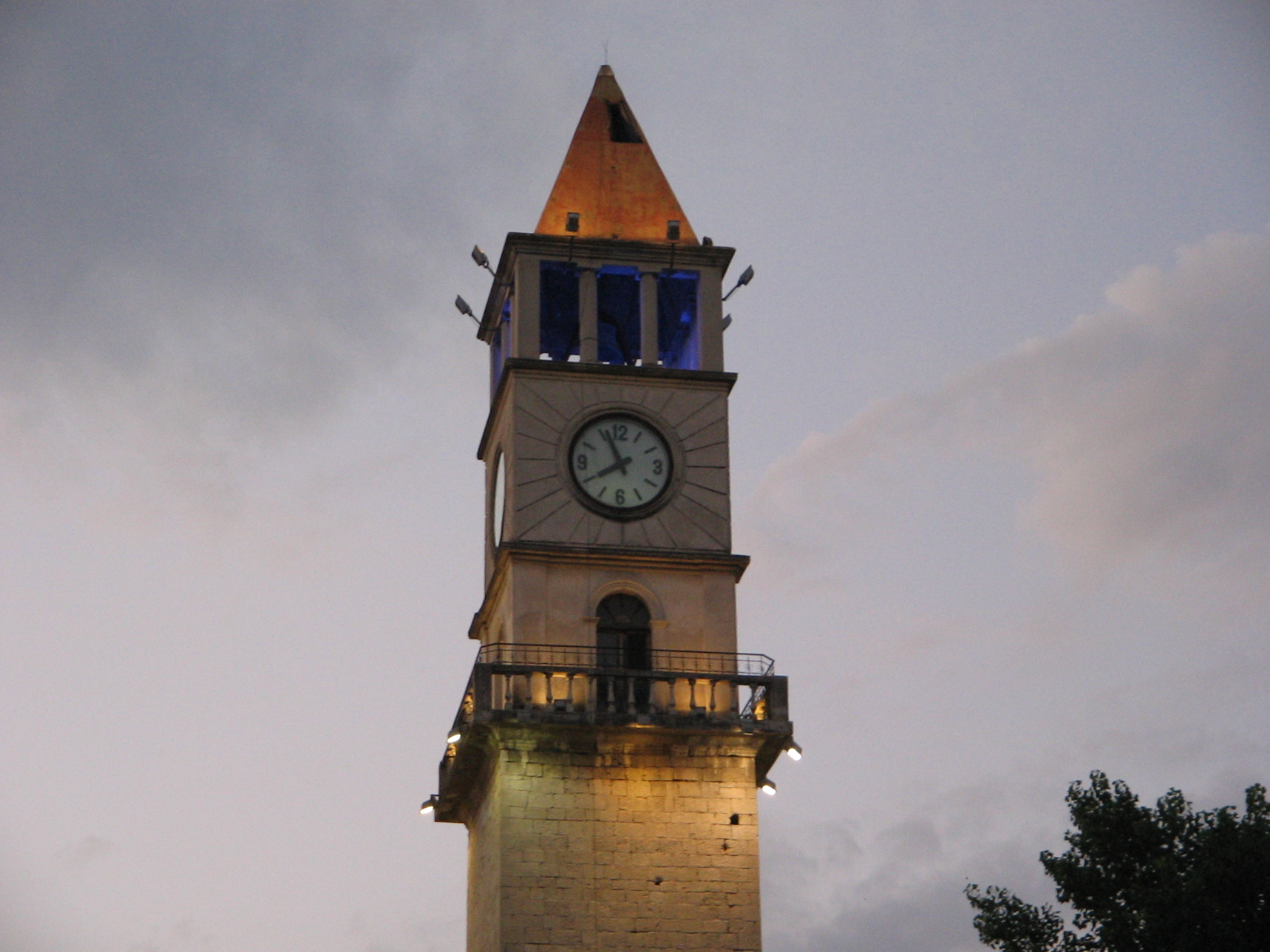
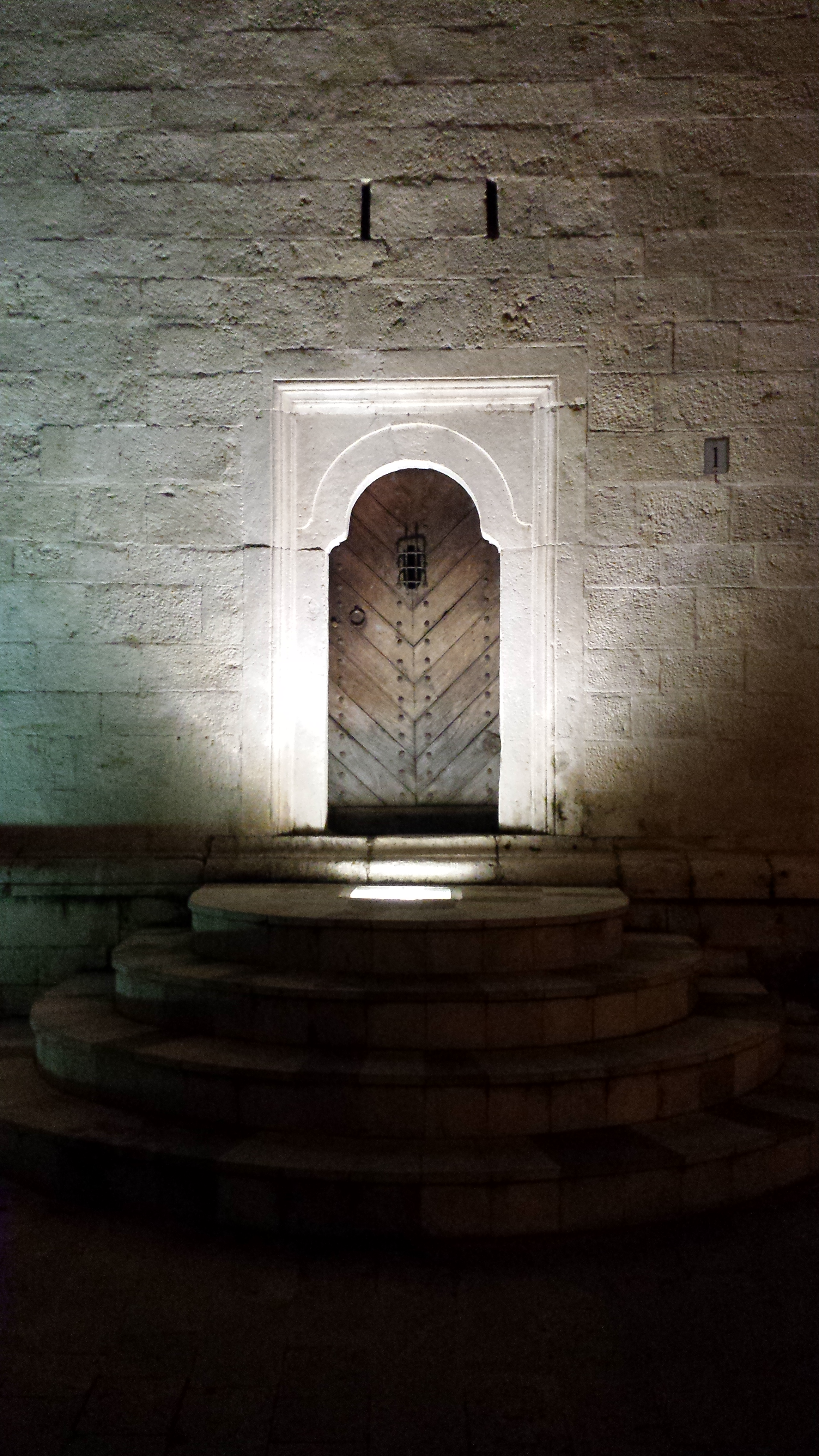